# マリ・ブラック
マリ・ブラック（Mhairi Black、1994年9月12日 - ）は、イギリスの女性政治家。スコットランドのペイズリー出身でスコットランド国民党（民族党、SNP）に所属する。2015年5月8日に20歳で英国庶民院（下院）の最年少議員となった。
グラスゴー大学に在学中、2015年イギリス総選挙においてスコットランド南西部のペイズリー・レンフルシャーサウス選挙区 (Paisley and Renfrewshire South) から立候補し、労働党のダグラス・アレクサンダーを制して当選した。

## 略歴

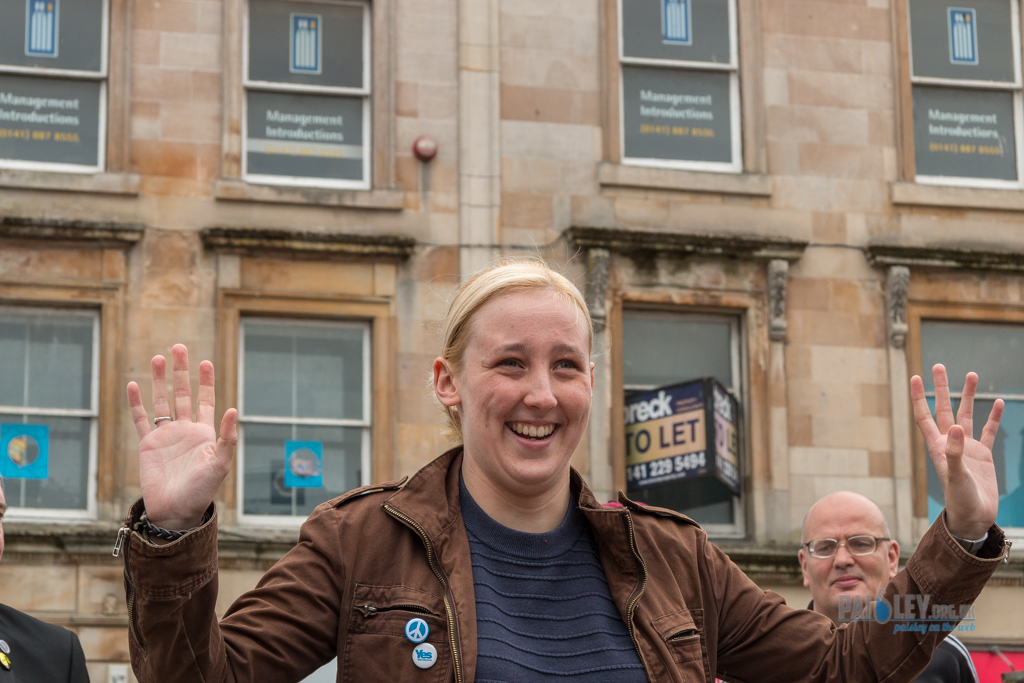
ペイズリー・クロスでの核兵器廃絶のためのキャンペーンで。(2016年7月)

1994年、スコットランドのペイズリーで生まれる。大学時代にスコットランド独立運動「YESキャンペーン」に参加。スピーチのうまさで頭角を現す。国民投票で英国残留派が勝利した後も、引き続きスコットランド国民党のメンバーとして活動。
2015年の英国総選挙にペイズリー・レンフルシャーサウス選挙区から出馬。現職の労働党で元国際開発大臣のダグラス・アレキサンダーを制し当選する。女子大生が元大臣に勝利した知らせは労働党の衰退の象徴として衝撃を持って迎えられた。その時はまだ名門グラスゴー大学で政治学を学ぶ大学生だったが、当選後、まもなく最優秀成績で政治学の学位をとり卒業した。
2019年の総選挙でペイズリー・レンフルーシャーサウスから再び立候補し、50.2%という得票率で圧勝した。